# Aneta
Aneta (řidčeji také Anetta) je ženské křestní jméno. Podle českého kalendáře má svátek 17. května.
Původ jména je v hebrejském jméně חַנָּה, Hannah, což znamená milostivá či milostiplná, vtipná a také sebevědomá. Latinazací toto jméno ztratilo počáteční H. Při přejímání zdrobnělé formy Anna → Anette z francouzštiny vznikla samostatná forma tohoto jména s koncovkou -eta

## Statistické údaje
Následující tabulka uvádí četnost jména v ČR a pořadí mezi ženskými jmény ve srovnání dvou roků, pro které jsou dostupné údaje MV ČR – lze z ní tedy vysledovat trend v užívání tohoto jména:
| Rok       | Četnost      | Pořadí   |
| 1999      | 13 825       | 78.      |
| 2002      | 15 126       | 77.      |
| Porovnání | o 1 301 více | o 1 lépe |
| 2006      | 20 855       | 69.      |

Změna procentního zastoupení tohoto jména mezi žijícími ženami v ČR (tj. procentní změna se započítáním celkového úbytku žen v ČR za sledované tři roky 1999–2002) je +10,3%, což svědčí o značném nárůstu obliby tohoto jména.
V lednu 2006 se podle údajů ČSÚ jednalo o 14. nejčastější ženské jméno mezi novorozenci.

## Zdrobněliny
Anetka, Anet, Any, Anetinka

## Známé nositelky jména
- Annette Beningová – americká herečka
- Aneta Langerová – česká zpěvačka
- Aneta Krejčíková – česká herečka
- Anette Olzonová – švédská zpěvačka